# Calonne-Ricouart
Calonne-Ricouart je francouzská obec v departementu Pas-de-Calais v regionu Hauts-de-France. V roce 2011 zde žilo 5 643 obyvatel.

## Sousední obce
Auchel, Bruay-la-Buissière, Camblain-Châtelain, Cauchy-à-la-Tour, Divion, Marles-les-Mines,

## Vývoj počtu obyvatel
Počet obyvatel 